# Aitana Sánchez-Gijón
Aitana Sánchez-Gijón De Angelis (Roma, 5 de noviembre de 1968) es una actriz española de origen italiano de cine, teatro y televisión. Es académica de honor de la Academia de las Artes Escénicas de España de 2022. En febrero de 2025 le fue concedido el Premio Goya de Honor. Recibió ese mismo año la Medalla de Oro al Mérito en las Bellas Artes y la mención especial Amiga de Honor de la Alhambra de la Fundación Amigos de la Alhambra.

## Biografía
Aitana es hija de Ángel Sánchez-Gijón Martínez (1934-2007), catedrático de Historia y traductor español, y de Fiorella De Angelis, una profesora italiana de Matemáticas. Tiene un hermano menor, Eloy, que es músico.
Su nombre fue inspirado en el de su madrina de bautismo, Aitana Alberti, hija de Rafael Alberti (quien le dedicó un poema, Aitana, niña nueva) y María Teresa León. También es prima de Pablo Carbonell y de la productora Ana Sánchez-Gijón, con quien participó en el largometraje Hombres Felices y en el cortometraje Ruleta, ambas de Roberto Santiago.
Debutó en televisión en la serie Segunda enseñanza, de Pedro Masó, con tan sólo 16 años. Luego hizo pequeños papeles en teatro (La gran pirueta, 1986, de José Luis Alonso de Santos) y en cine, hasta que llegó la película que la dio a conocer, Bajarse al moro, de Fernando Colomo (1989). Su primer papel protagonista fue en Vientos de cólera de Pedro de la Sota, que le valió el Premio Paco Rabal a la mejor actriz en la Semana del cine español de Murcia.
Una carrera que se vio consolidada nacional e internacionalmente en la década de 1990 con trabajos como Boca a boca, de Manuel Gómez Pereira; El pájaro de la felicidad, de Pilar Miró; o Celos, de Vicente Aranda, entre otros. Años después fueron sumándose títulos a la lista como Un paseo por las nubes, de Alfonso Arau; La camarera del Titanic, de Bigas Luna; o Volaverunt, papel que le valió el Premio a la Mejor Actriz en el Festival de Cine de San Sebastián.
En 1998 fue nombrada presidenta de la Academia de las Artes y las Ciencias Cinematográficas de España, sustituyendo a José Luis Borau. Ocupó el cargo hasta 2000.

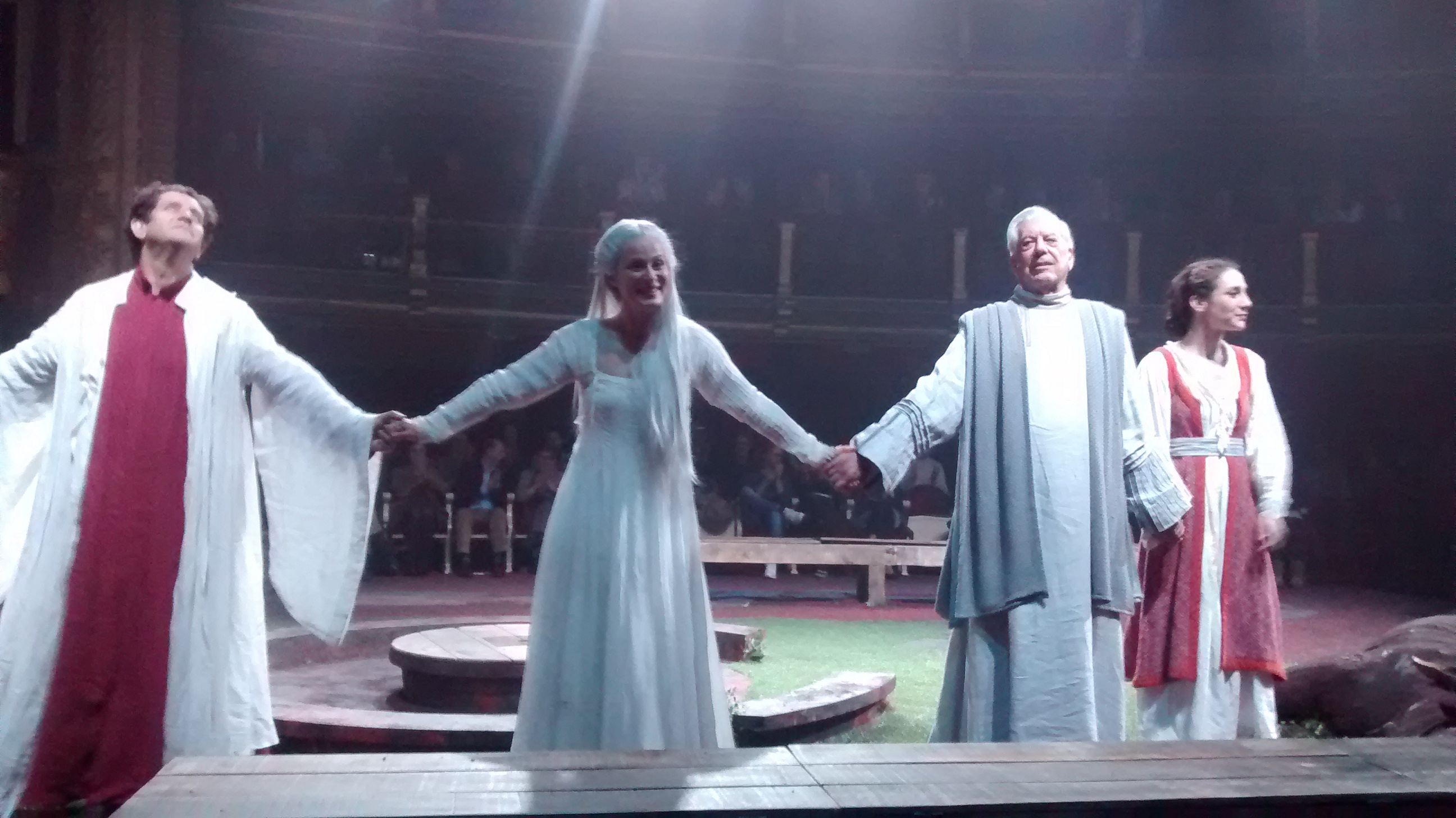
Aitana Sánchez-Gijón junto a Mario Vargas Llosa, autor y actor de Los cuentos de la peste, estrenada en el Teatro Español de Madrid (2015).

En 1995 tiene en cartelera cuatro películas y una serie de televisión: Baltasar el castrado, Boca a boca, La ley de la frontera, Un paseo por las nubes junto a Keanu Reeves y La regenta, además de estrenar la obra de teatro La gata sobre el tejado de zinc, de Tennessee Williams, junto a Carmelo Gómez, que sería sustituido más tarde por Toni Cantó. Ha repetido con Carmelo Gómez, en La carta esférica, filme de Imanol Uribe según una novela de Arturo Pérez-Reverte y en Oviedo Express.
Desde la década de 1990 tiene su propia compañía de teatro denominada Strion.
En el ámbito televisivo, destacan sus interpretaciones en las series La Regenta y La viuda valenciana, ambas de TVE, y su papel de Doña Blanca en Velvet, serie de Antena 3.
Entre año 2004 y 2006 cooprotagoniza dos películas de producción española, pero rodadas en inglés, con dos estrellas internacionales, El maquinista, con Christian Bale y Bosque de sombras, con Gary Oldman.
El 17 de octubre de 2024 le conceden el Goya de Honor en honor a su carrera, siendo a sus 55 años la mujer más joven en recibir este galardón. El 8 de febrero le entregaron dicho premio en la gala de los Premios Goya.

## Filmografía

### Cine
| Año  | Título original                               | Personaje             |
| ---- | --------------------------------------------- | --------------------- |
| 1986 | Romanza final (Gayarre)                       | Alicia (joven)        |
| 1987 | Redondela                                     | Luisa Peña            |
| 1988 | No hagas planes con Marga                     | Charo                 |
| 1988 | Viento de cólera                              | María                 |
| 1988 | Remando al viento                             | Teresa Guiccioli      |
| 1988 | Jarrapellejos                                 | Isabel                |
| 1989 | El mar y el tiempo                            | Mer                   |
| 1989 | Bajarse al moro                               | Elena                 |
| 1990 | El fraile                                     | Hermana Inés          |
| 1991 | El laberinto griego                           | Bernadette            |
| 1992 | El marido perfecto                            | Klara                 |
| 1992 | Habanera 1820                                 | Amelia Roig           |
| 1993 | El pájaro de la felicidad                     | Nani                  |
| 1995 | A Walk in the Clouds                          | Victoria Aragon       |
| 1995 | La ley de la frontera                         | Bárbara John          |
| 1995 | Boca a boca                                   | Amanda                |
| 1995 | La leyenda de Balthasar el Castrado           | María Loffredo        |
| 1997 | Sus ojos se cerraron y el mundo sigue andando | Juanita               |
| 1997 | Ni el tiro del final                          | Vicky Rivas           |
| 1997 | La camarera del Titanic                       | Marie                 |
| 1999 | Celos                                         | Carmen                |
| 1999 | Volavérunt                                    | María Teresa de Silva |
| 1999 | Yerma                                         | Yerma                 |
| 2000 | Sin dejar huella                              | Ana                   |
| 2001 | Mi dulce                                      | Ángela                |
| 2001 | Hombres felices                               | Ana                   |
| 2003 | Io non ho paura                               | Anna Amitrano         |
| 2003 | Un homme, un vrai                             | Dolorès               |
| 2004 | The Machinist                                 | Marie                 |
| 2004 | La puta y la ballena                          | Vera                  |
| 2006 | Bosque de sombras                             | Isabel                |
| 2006 | Animales heridos                              | Claudia               |
| 2007 | Oviedo Express                                | Mariola Mayo          |
| 2007 | La carta esférica                             | Tánger Soto           |
| 2008 | Háblame de amor                               | Nicole                |
| 2009 | The Frost (La escarcha)                       | Rita                  |
| 2011 | Maktub                                        | Beatriz               |
| 2011 | Gli sfiorati                                  | Virna                 |
| 2014 | El club de los incomprendidos                 | Mara                  |
| 2018 | Thi Mai, rumbo a Vietnam                      | Elvira                |
| 2021 | Madres paralelas                              | Teresa Ferreras       |
| 2022 | La jefa                                       | Beatriz               |
| 2023 | Mi otro Jon                                   | María Luisa           |
| 2023 | Que nadie duerma                              | Roberta Santiago      |
| 2025 | Tierra baja                                   | Carmen Membrado       |

### Televisión
| Año       | Título                            | Papel                      | Notas                                        |
| --------- | --------------------------------- | -------------------------- | -------------------------------------------- |
| 1986      | Segunda enseñanza                 | Sisi                       | 7 episodios (recurrente)                     |
| 1987      | Casanova                          | Therese                    | Película de televisión                       |
| 1990      | La huella del crimen              | Yvette Romero              | Episodio: «El crimen de Perpiñán»            |
| 1991      | El Quijote de Miguel de Cervantes | Dorotea                    | 2 episodios (miniserie)                      |
| 1993      | La mujer de tu vida               | Laura                      | Episodio: «La mujer impuntual»               |
| 1993      | Moscacieca                        | Blanca                     | Película de televisión                       |
| 1994-1995 | Días de cine                      | Ella misma                 | Presentadora                                 |
| 1995      | La regenta                        | Ana Ozores                 | Protagonista (miniserie)                     |
| 2003      | Carta mortal                      | María                      | Película de televisión                       |
| 2004      | Los 80                            | Nuria Acosta               | Protagonista; 6 episodios                    |
| 2010      | Estudio 1                         | Leonarda                   | Episodio: «La viuda valenciana»              |
| 2014-2016 | Velvet                            | Doña Blanca Soto Fernández | Elenco principal; 55 episodios               |
| 2017      | Conquistadores: Adventum          | Isabel I de Castilla       | Elenco principal (miniserie)                 |
| 2017-2019 | Velvet Colección                  | Doña Blanca Soto Fernández | 11 episodios (recurrente)                    |
| 2019      | Estoy vivo                        | Verónica «Vero» Ruiz       | Elenco principal; 13 episodios (temporada 3) |
| 2024      | Respira                           | Pilar Amaro                | Elenco principal; 8 episodios                |

### Teatro
| Año       | Representación                   | Director               |
| --------- | -------------------------------- | ---------------------- |
| 1986      | La gran pirueta                  | José Luis Alonso Mañés |
| 1988      | La Malquerida                    | Miguel Narros          |
| 1988      | El hombre deshabitado            | Emilio Hernández       |
| 1991      | Entre bobos anda el juego        | Ángel García Suárez    |
| 1993      | A puerta cerrada                 | Miguel Narros          |
| 1995      | La gata sobre el tejado de zinc  | Mario Gas              |
| 2002      | Las criadas                      | Mario Gas              |
| 2006      | Odiseo y Penélope                | Joan Ollé              |
| 2006      | Cruel y tierno                   | Javier G. Yagüe        |
| 2008-2010 | Un Dios salvaje                  | Tamzin Townsend        |
| 2011      | Santo                            | Ernesto Caballero      |
| 2012      | Babel                            | Tamzin Townsend        |
| 2013      | Capitalismo                      | Juan Cavestany         |
| 2013      | La chunga                        | Joan Ollé              |
| 2015      | Medea                            | Andrés Lima            |
| 2015      | Los cuentos de la peste          | Joan Ollé              |
| 2016      | La rosa tatuada                  | Carme Portacelli       |
| 2017      | Medea, ¿Una lectura dramatizada? | Andrés Lima            |
| 2019      | Casa de muñecas                  | Manuel Armán           |
| 2019-2020 | Sor Juana Inés de la Cruz        | Juan Carlos Rubio      |
| 2022      | Malvivir                         | Yayo Cáceres           |
| 2024      | La madre                         | Juan Carlos Fisher     |

## Premios y nominaciones
Premios Goya
| Año  | Categoría                                | Película         | Resultado |
| ---- | ---------------------------------------- | ---------------- | --------- |
| 2021 | Mejor interpretación femenina de reparto | Madres Paralelas | Nominada  |
| 2025 | Goya de honor                            | Goya de honor    | Ganadora  |

Festival Internacional de Cine de San Sebastián
| Año  | Categoría                         | Película   | Resultado |
| ---- | --------------------------------- | ---------- | --------- |
| 1999 | Concha de Plata a la mejor actriz | Volavérunt | Ganadora  |

Fotogramas de Plata
| Año  | Categoría                  | Trabajo                                                  | Resultado |
| ---- | -------------------------- | -------------------------------------------------------- | --------- |
| 1991 | Mejor actriz de televisión | La huella del crimen 2: el crimen de Perpignan           | Nominada  |
| 1995 | Mejor actriz de cine       | Boca a boca La ley de la frontera Un paseo por las nubes | Nominada  |
| 1995 | Mejor actriz de televisión | La Regenta                                               | Ganadora  |
| 1996 | Mejor actriz de teatro     | La gata sobre el tejado de zinc                          | Ganadora  |
| 1997 | Mejor actriz de cine       | La camarera del Titanic                                  | Nominada  |
| 1998 | Mejor actriz de cine       | Sus ojos se cerraron y el mundo sigue andando            | Nominada  |
| 1999 | Mejor actriz de cine       | Celos Volavérunt Yerma                                   | Nominada  |
| 2002 | Mejor actriz de teatro     | Las criadas                                              | Nominada  |
| 2015 | Mejor actriz de teatro     | Medea                                                    | Ganadora  |
| 2016 | Mejor actriz de teatro     | La rosa tatuada                                          | Ganadora  |

Unión de Actores
| Año  | Categoría                                       | Trabajo          | Resultado |
| ---- | ----------------------------------------------- | ---------------- | --------- |
| 1995 | Mejor interpretación protagonista de cine       | Boca a boca      | Nominada  |
| 1995 | Mejor interpretación protagonista de televisión | La Regenta       | Ganadora  |
| 2013 | Mejor actriz protagonista de teatro             | La Chunga        | Nominada  |
| 2015 | Mejor actriz protagonista de teatro             | Medea            | Nominada  |
| 2016 | Mejor actriz protagonista de teatro             | La rosa tatuada  | Nominada  |
| 2022 | Mejor actriz secundaria de cine                 | Madres paralelas | Nominada  |

Medallas del Círculo de Escritores Cinematográficos
| Año  | Categoría    | Película      | Resultado |
| ---- | ------------ | ------------- | --------- |
| 1993 | Mejor actriz | Havanera 1820 | Ganadora  |

Premios Feroz
| Año  | Categoría               | Película         | Resultado |
| ---- | ----------------------- | ---------------- | --------- |
| 2022 | Mejor actriz de reparto | Madres paralelas | Ganadora  |
| 2024 | Mejor actriz de reparto | Que nadie duerma | Nominada  |

Premios Max
| Año  | Categoría                 | Trabajo | Resultado |
| ---- | ------------------------- | ------- | --------- |
| 2015 | Mejor actriz protagonista | Medea   | Ganadora  |

Premios Ceres
| Año  | Categoría                 | Montaje | Resultado |
| ---- | ------------------------- | ------- | --------- |
| 2015 | Mejor actriz protagonista | Medea   | Ganadora  |

Festival Solidario de Cine Español de Cáceres
| Año  | Categoría                                   | Película | Resultado |
| ---- | ------------------------------------------- | -------- | --------- |
| 2012 | Premio San Pancracio a la Mejor actriz 2011 | Maktub   | Ganadora  |

Premios Cóndor de Plata
| Año  | Categoría                 | Película                                      | Resultado |
| ---- | ------------------------- | --------------------------------------------- | --------- |
| 1999 | Mejor actriz protagonista | Sus ojos se cerraron y el mundo sigue andando | Nominada  |

## Otros premios y reconocimientos
- Nominada a los Premios Mayte (1993)
- Premio ACE (Nueva York) a la Mejor actriz por Boca a boca (1997).
- Premio Francisco Rabal a la Mejor actriz por Viento de cólera (1998).
- Nominada a los Premios Mayte (2002)
- Premio Barcelona a la Mejor actriz por El maquinista (2004).
- Nominada a los Premios Valle Inclán de Teatro por Cruel y tierno (2006).
- Nominada a los Premios Valle Inclán de Teatro por Un dios salvaje (2008).
- Nominada a los Premios Mayte por Un dios salvaje (2008).
- Nominada a los Premios Ercilla de Teatro como Mejor intérprete femenina por Un dios salvaje (2009).
- Nominada a los Premios Valle Inclán de Teatro por Santo (2011).
- Nominada a los Premios Valle Inclán de Teatro por La chunga (2013).
- Medalla de Oro de la Academia de las Artes y las Ciencias Cinematográficas de España (2015).[13]
- Ganadora de los Premios Valle Inclán de Teatro por Medea (2015).
- Ganadora en los Premios Ercilla de Teatro como Mejor intérprete femenina por Medea (2015).
- Medalla de Oro de La Academia de Cine (2015)
- Premio Ciudad de Huelva del Festival Iberoamericano de Huelva por su trayectoria profesional (2015)
- Premio José Sacristán de la Semana de Cine de Melilla (2018).[14]
- Académica de Honor de la Academia de las Artes Escénicas de España de 2022.[2]
- Premio Luis Buñuel del Festival de Cine de Huesca (2023).[15]
- Medalla de Oro al Mérito en las Bellas Artes 2024.